# Bitwa pod Moho (1782)
Bitwa pod Moho – starcie zbrojne, które miało miejsce 30 marca 1782 r. w trakcie powstania Tupaca Amaru II (1780–1783). Bitwa była jednym z ostatnich większych starć tego powstania.
Po śmierci Tomasa Katari oraz jego braci walki kontynuował kolejny przywódca indiański z Górnego Peru – Tupac Katari (Julian Apaza). Po pierwszych sukcesach w styczniu i lutym 1781 r. Tupac Katari wzmocnił swoje siły, oblegając La Paz. Trwające kilka miesięcy oblężenie miasta, zakończyło się niepowodzeniem, pociągając za sobą tysiące ofiar po obu stronach. W listopadzie 1781 r. Tupac Katari został podstępem wydany w ręce Hiszpanów z rąk Inki Tomasa Lipe. Dnia 14 listopada Tupac Katari został stracony na głównym placu w La Paz przez rozerwanie końmi. Głowę i tułów Tupaca wystawiono na widok publiczny. Równie surowo rozprawili się Hiszpanie z członkami rodziny Tupaca Katari, skazując ich na śmierć.
Śmierć Tupaca Katari była ciosem dla powstańców. Dnia 27 stycznia Diego Cristobal podpisał z Hiszpanami układ pokojowy w Sicuani. Nie wszyscy przywódcy powstańczy pogodzili się jednak z klęską. Lojalny Ince Pedro Vilca Apaza wznowił walki. Jego siły liczące 8 tys. ludzi starły się z Hiszpanami pod wodzą Jose del Valle w potyczce pod Huayacho. Dnia 30 marca w bitwie pod Moho siły powstańcze poniosły klęskę z wojskami del Valle, tracąc 2 tys. zabitych. Po klęsce Apaza podobnie jak jego poprzednicy w wyniku zdrady został wydany w ręce Hiszpanów. Po krótkim procesie dnia 8 kwietnia przywódca indiański został stracony w Azangaro, przez rozerwanie końmi. Poćwiartowane ciało rozesłano do okolicznych miejscowości. Wraz z Apazą stracono 60 jeńców indiańskich.